# Samat Smakov
Samat Smakov   (Semei, 8 de desembre de 1978) és un exfutbolista kazakh de la dècada de 2000.
Fou 76 cops internacional amb la selecció del Kazakhstan.
Pel que fa a clubs, defensà els colors de FC Rostov, FC Kairat Almaty i FC Aktobe.